# Luis José Gallo
Luis José Gallo Imperiale (31 de mayo de 1934) es un médico y político uruguayo perteneciente al Frente Amplio.

## Biografía
Graduado como médico en la Universidad de la República. Especializado en Anestesiología y Medicina Intensiva. Gallo es de ascendencia italiana.
Militante del Frente Amplio, en 1994 participa en la fundación de Asamblea Uruguay, sector al cual pertenece desde entonces. Electo diputado por el departamento de Canelones en las elecciones de 1994 para el periodo 1995-2000, ha sido reelecto en dos ocasiones. Integra la Comisión de Salud de la Cámara de Diputados.
En las elecciones municipales de 2005 fue candidato a la Intendencia de Canelones, siendo derrotado por su correligionario Marcos Carámbula.

## Familia
Su hijo Luis Gallo Cantera también es médico y político.